# Khóznikovo
Khóznikovo (en rus: Хозниково) és un poble de l'óblast d'Ivànovo, a Rússia, que en el cens del 2010 tenia 295 habitants.